# Ogan Komering Ulu
Ogan Komering Ulu là một regency (huyện) thuộc tỉnh Nam Sumatra, Indonesia. Huyện có diện tích 10.408 km² và dân số xấp xỉ 1.000.000 người. Huyện lị nằm tại Baturaja. Đây là một trong những khu vực sản xuất lúa gạo chính tại Nam Sumatra, phần lớn tập trung tại các xã Belitang, Buay Madang, Cempaka và Martapura với một công trình thủy lợi quy mô cung cấp nước tưới cho một diện tích khoảng 120.000 ha. Các nông sản khác là cao su, cà phê, hạt tiêu đen, dừa, cọ dầu và các loại hoa quả như cam, sầu riêng, dâu gia đất, chôm chôm và chuối.

## Hành chính
Ogan Komering Ulu được chia thành 12 kemacatan (phó huyện/xã)
1. Baturaja Barat
2. Baturaja Timur
3. Lengkiti
4. Lubuk Batang
5. Lubuk Raja
6. Muara Jaya
7. Pengandonan
8. Peninjauan
9. Semidang Aji
10. Sinar Peninjauan
11. Sosoh Buay Rayap
12. Ulu Ogan